# Conill lunar
El conill lunar en el folklore és un conill que viu a la Lluna, basat en la paridòlia que identifica marques de la Lluna com un conill. La història existeix en moltes cultures, de manera destacada en el folklore mitologia xinès i la mitologia asteca. A l'Àsia oriental, es veu que el conill colpeja amb un morter, però el contingut del morter difereix entre el folklore xinès, japonès, coreà i vietnamita. En el folklore xinès, el conill sovint es representa com un company de la deessa de la Lluna Chang'e, colpejant constantment l'elixir de la vida[1] En el folklore xinès, sovint es retrata com un company de la deessa de la Lluna Chang'e, constantment batent l'elixir de la vida per ella; però en versions japoneses i coreanes, està batent els ingredients del pastís d'arròs. En algunes versions xineses, el conill lliura medicaments per als mortals.